# Li Mae Long
Li Mae Long és un jaciment paleontològic de la província de Lamphun, a Tailàndia. Els fòssils trobats es creu que daten del burdigalià (finals del Miocè), fa uns 18 milions d'anys, i corresponen a la zona europea MN 4.
Els mamífers trobats en aquest jaciment són:
- Artiodàctils
  - Conohyus sindiensis
  - Siamotragulus haripounchai
  - Stephanocemas rucha
  - Espècie no identificada, possiblement pertanyent al gènere Homoiodorcas
- Carnívors
  - Dues espècies no identificades
- Lipotyphlans
  - Hylomys engesseri
  - Neotetracus butleri
  - Scapanulus lampounensis
  - Thaiagymnura equilateralis
  - Erinacèid no identificat, possiblement Mioechinus
- Marsupials
  - Siamoperadectes minutus
- Perissodàctils
  - Espècie no identificada
- Primats
  - ?Nycticebus linglom
  - Tarsius thailandica
- Proboscidea
  - Espècie no identificada
- Ratpenats
  - Hipposideros felix
  - Hipposideros khengkao
  - Ia lanna
  - Rhinolophus yongyuthsi
  - Rhizomops mengraii
  - Espècies no identificades del gènere Megaderma
  - Espècies no identificades de la superfamília Rhinolophoidea
  - Espècies no identificades, que possiblement pertanyen al gènere Taphozous
  - Espècies no identificades de Vespertiliònid
- Rosegadors
  - Democricetodon kaonou
  - Diatomys liensis
  - Neocometes orientalis
  - Potwarmus thailandicus
  - Prokanisamys benjavuni
  - Ratufa maelongensis
  - Spanocricetodon janvieri
  - Espècie no identificada, possiblement pertanyent al gènere Atlantoxerus
- Tupaies
  - Tupaia miocenica